# Carlton Hayes
Carlton Joseph Huntley Hayes (Afton, 16 de maio de 1882 – Sidney, 2 de setembro de 1964) foi um historiador, académico e diplomata norte-americano. Um estudioso da História da Europa, foi um pioneiro do estudo do nacionalismo. Foi eleito presidente da American Historical Association contra a vontade dos liberais e anti-católicos que dominavam a academia naquela época. Serviu como Embaixador dos Estados Unidos em Espanha durante a Segunda Guerra Mundial com o objectivo de manter a Espanha neutra durante o conflito.

## Vida e carreira
Hayes nasceu no Norte do Estado de Nova Iorque, no seio de uma família protestante ligada à Igreja Batista, filho de Permelia Mary Huntley e de Philetus Arthur Hayes. Graduou-se pela Universidade de Columbia em 1904. Ph.D em 1909 com uma tese sobre a invasão germânica do Império Romano. Hayes começou a leccionar História Europeia na Universidade de Columbia em 1907, tendo sido promovido a professor assistente em 1910, professor associado em 1915 e professor catedrático em 1919.

## Historiador
Hayes converteu-se ao catolicismo em 1904 e mais tarde tornou-se co-Presidente da National Conference of Christians and Jews junto com Everett Clinchy e Roger Strauss, cargo que ocupou de 1928 a 1946 não obstante as reservas relativas a este tipo de interacções ecuménicas levantadas pela encíclica papal Mortalium Animos de 1928. Hayes foi por várias vezes o responsável do Departamento de História da Universidade de Columbia. Após a Primeira Guerra Mundial Hayes fundou, juntamente com Peter Guilday, a American Catholic Historical Association tendo sido o seu primeiro secretário. O seu objectivo era promover a história católica e integrar os estudiosos católicos no mundo acadêmico mais amplo.
Hayes foi influenciado por Charles A. Beard um percursor da "New History" que enfatizava a importância de desenvolvimentos económicos e culturais como complemento da importância das guerras e da diplomacia. Hayes argumentava que a "New History" demonstrava que o pecado original era uma parte integrante da existência humana. A sua obra em dois volumes, Political and Cultural History of Europe, está impregnada com exemplos dessa linha de pensamento. Hayes também desenvolveu a interpretação histórica do nacionalismo e foi um dos primeiros a defender que as nações eram um fenómeno recente nascido da fraqueza das crenças religiosas nas sociedades modernas e denunciou o nacionalismo como um dos grandes males que juntamente com o imperialismo e o militarismo tinha estado na origem da Primeira Guerra Mundial. Hayes, ao contrário the Beard, não era isolacionista porém denunciava os regimes totalitários.
Nos anos 1920s Hayes foi pioneiro em chamar a atenção para que o nacionalismo tinha vestido as vestes de uma religião, substituindo o Cristianismo com rituais e mártires e desenvolvendo uma mitologia nacional particular. Hayes argumentou que desde o início dos tempos o homem sempre esteve imbuído de um sentido religioso que o levou a ter uma fé mística para com poderes que lhe são exteriores, fé essa normalmente acompanhada por sentimentos de reverencia normalmente exteriorizados em cerimónias religiosas. Segundo Hayes, a Revolução Francesa é um marco histórico na formação do nacionalismo quando o Estado e as suas classes dirigentes laicas, aproveitando-se do sentido religioso do ser humano encoraja as massas a transferirem grande parte de sua reverência cristã, que é classificada de supersticiosa, para uma religião política que tem a dupla vantagem de ser obviamente real e ter poder físico suficiente para agrupar as multidões em alguma aparência de harmonia social. A Revolução Francesa propõe que as classes se unam para criar e dedicar um altar alto ao Estado. Ainda segundo Hayes, neste novo culto em torno do Estado, a simbologia cristã foi substituída pela nova simbologia do Estado. A Bíblia e os dez mandamentos foram substituídos pelas declarações de direitos e pela constituição à qual passou a ser obrigatório reverenciar e prestar juramento. Os sacramentos religiosos do batismo, matrimónio e extrema-unção foram substituídos pelo registo de nascimento, o casamento civil e o funeral de estado. Os Santos foram substituídos pelos novos mártires da pátria. O novo estado nacional, tal como à igreja medieval, é atribuível um ideal, uma missão. É a missão da salvação e o ideal da imortalidade. A nação é concebida como eterna, e a morte de seus fiéis filhos apenas aumenta sua fama e glória eternas. A nação protege seus filhos e salva-os dos demônios estrangeiros; ela garante-lhes vida, saúde, liberdade e busca da felicidade não no céu mas na terra; a nação promove para os seus fiéis as artes e as ciências como forma de alimento espiritual.
Em 1945 no seu discurso à American Historical Association, com o título "A Fronteira Americana—Fronteira de quê?", ele convidou os Americanos a verem a sua nação como a fronteira Ocidental da Europa. Os fundadores da América tinham mantido contactos intensos com a Civilização Europeia onde se inseriam. Contudo em no Século XIX com a imigração em massa a partir da Europa os Americanos tiveram um caminho diferente do dos Europeus, formando uma nação a partir de grupos étnicos linguísticos e religiosos distintos mas desesperados por serem aceites. Enquanto o nacionalismo emergiu na Europa valorizando os feitos culturais e históricos do passado, nos Estados Unidos da América o nacionalismo assentou sobre um refrescamento cultural e novos desenvolvimentos políticos. Hayes concluiu que as diferenças em que assentaram os nacionalismo Europeu e Americano estiveram na base do isolacionismo Americano.
Durante a Segunda Guerra Mundia Hayes serviu, com o posto de capitão na United States Military Intelligence Division desde 1918 a 1919. Nove anos mais tarde ele foi convidado a participar num conselho de historiadores com a missão de organizar a documentação relativa à participação militar americana nos campos franceses. Este papel granjeou-lhe o título de Major.
Em 1945 Hayes foi presidente da American Historical Association e da New York State Historical Association. Também foi membro da American Philosophical Society.
Hayes foi condecorado com a Laetare Medal da Universidade de Notre Dame em 1946, galardoado com a Alexander Hamilton medal da Universidade de Columbia em 1952, e com a Gibbons Medal da Universidade Católica da América em 1949. Hayes foi distinguido com graus académicos honorários pelas seguintes Instituições:
- University of Notre Dame, 1921
- Marquette University, 1929
- Niagara College, 1936
- Williams College, 1939
- Fordham University, 1946
- University of Detroit, 1950
- Georgetown University, 1953
- Michigan State University, 1955
- LeMoyne College, 1960

## Embaixador em Espanha
Entre 1942 e 1945 Hayes serviu como Embaixador dos Estados Unidos da América junto da Espanha de Franco. Juntamente com o Embaixador Português, Pedro Teotónio Pereira e o Embaixador Inglês, Samuel Hoare, Hayes teve um papel fundamental na manutenção de neutralidade da Espanha na Segunda Guerra Mundial.
Em 1945, em sinal de reconhecimento pelo seu desempenho como embaixador o Presidente Franklin D. Roosevelt escreveu-lhe uma carta dizendo "você desempenhou uma missão de grande dificuldade com um êxito excepcional e ao faze-lo você prestou uma contribuição de valor incalculável para o esforço de guerra.

## Morte
Hayes morreu de problemas cardíacos no Hospital Sidney, em Nova Iorque a 2 de Setembro de 1964 e os seus restos foram depositados no cemitério de Glenwood em Afton, Nova Iorque. Sobreviveu-lhe a sua esposa, Mary Evelyn (nascida Carroll) e os seus filhos, Mary Elizabeth Tucker e Carroll J. Hayes. Hayes é avô do actor Jonathan Tucker.

## Publicações
Hayes escreveu 27 livros e diversos artigos. Os seus livros de história da Europa foram reeditados diversas vezes e venderam mais de um milhão de cópias tornado Hayes um homem rico.
- Sources Relating to Germanic Invasions (1909)
- British Social Politics (1913)
- A Political and Social History of Modern Europe. I. New York: Macmillan. 1916  – via Internet Archive;
- A Political and Social History of Modern Europe. II. New York: Macmillan. 1921  – via Internet Archive
- "The History of German Socialism Reconsidered", American Historical Review (1917): 62–101. online
- Brief History of the Great War (1920)
- Essays on Nationalism (1926)
- "Contributions of Herder to the Doctrine of Nationalism", American Historical Review (1927): 719–736. in JSTOR
- Modern history, Macmillan, 1928
- Ancient and Medieval History, MacMillan Company, 1929
- France, A Nation of Patriots (1930)
- The Historical Evolution of Modern Nationalism (1931)
- A Political and Cultural History of Modern Europe, Macmillan, (2 vols. 1932–1936; rev. ed., 1939) reprint. [S.l.]: Kessinger Publishing, LLC. 2004. ISBN 978-1-4192-0274-2
- "The novelty of totalitarianism in the history of Western civilization", Proceedings of the American Philosophical Society (1940): 91–102. in JSTOR
- A generation of materialism, 1871–1900 (Harper & Brothers, 1941) excerpt
- Wartime Mission in Spain (1945) a.k.a. Wartime mission in Spain, 1942–1945, by Carlton J.(osef). H(untley). Hayes, late American ambassador to Spain. New York, Macmillan, 1945. VIII - 313 pages. Spanish translation: ed. Epesa, Madrid, 1946.
- "The American Frontier—Frontier of What?" (Presidential address delivered at the annual meeting in Washington, D.C. on December 27, 1945), American Historical Review 50:2 (January 1946): 199–216. online
- The United States and Spain. An Interpretation. [S.l.]: Sheed & Ward; 1ST editionasin=B0014JCVS0. 1951
- The historical evolution of modern nationalism, Macmillan, 1955
- "Nationalism: A Religion", Macmillan, 1960
- Contemporary Europe since 1870, Macmillan, 1965

Como co-autor escreveu:
- Stephen Duggan, ed. (1919). The League of Nations, Principle and Practice. [S.l.]: The Atlantic Monthly Press
- "Modern History" (high-school textbook), 1929, with Parker Thomas Moon, Macmillan Company
- History of Western Civilization, 1962, with Marshall Whitehead Baldwin and Charles Woolsey Cole, Macmillan

## Leituras adicionais
- Halstead, Charles R. "Historians in Politics: Carlton J.H. Hayes as American Ambassador to Spain 1942-45", Journal of Contemporary History (1975): 383–405. Profile, JSTOR.org; accessed July 13, 2014.
- Kennedy, Emmet. "Ambassador Carlton J. H. Hayes's Wartime Diplomacy: Making Spain a Haven from Hitler", Diplomatic History (2012) 36#2, pp 237–260. online
- Moses, H. Vincent. "Nationalism and the Kingdom of God According to Hans Kohn and Carlton J. H. Hayes", Journal of Church & State (1975) 17#2, pp 259–274.
- Shanley, John Joseph. "The Story of Carlton Hayes", The University Bookman Volume 47, Number 1 (Winter 2010)
- Willson, John P. "Carlton J. H. Hayes, Spain, and the Refugee Crisis, 1942–1945", American Jewish Historical Quarterly (1972) 62#2, pp 99–110.
- "Dr. Carlton J.H. Hayes, 82, Dies; Historian Was Envoy to Spain; Credited With Keeping Franco Out of the War; Taught at Columbia 1907-50," The New York Times, September 4, 1964, p 29.